# Arthur Luty
Arthur Luty (?, 1918. január 18. – ?, 2013. szeptember 21.) angol nemzetközi labdarúgó-játékvezető.

## Pályafutása

### Nemzetközi játékvezetés
Az Angol labdarúgó-szövetség Játékvezető Bizottsága (JB) terjesztette fel nemzetközi játékvezetőnek, a Nemzetközi Labdarúgó-szövetség (FIFA) 1953-tól tartotta nyilván bírói keretében. Több nemzetek közötti válogatott és klubmérkőzést vezetett, vagy működő társának partbíróként segített. Az angol nemzetközi játékvezetők rangsorában, a világbajnokság-Európa-bajnokság sorrendjében többedmagával a 38. helyet foglalja el 1 találkozó szolgálatával. Az aktív nemzetközi játékvezetéstől 1955-ben búcsúzott. Válogatott mérkőzéseinek száma: 6.

#### Világbajnokság
A világbajnoki döntőhöz vezető úton Svájcba az V., az 1954-es labdarúgó-világbajnokságra  a FIFA JB bíróként alkalmazta.
| Időpont            | Helyszín                   | Mérkőzés típusa           | Mérkőzés      | Eredmény | Nézők száma |
| ------------------ | -------------------------- | ------------------------- | ------------- | -------- | ----------- |
| 1953. november 22. | Volkspark Stadion, Hamburg | előselejtező (1. csoport) | NSZK–Norvégia | 5 : 1    | 76 000      |

## Magyar vonatkozás
| Időpont         | Helyszín                         | Mérkőzés típusa          | Mérkőzés           | Eredmény | Nézők száma |
| --------------- | -------------------------------- | ------------------------ | ------------------ | -------- | ----------- |
| 1955. május 15. | Idrætsparken Stadion, Koppenhága | 316. válogatott mérkőzés | Dánia–Magyarország | 0 : 6    | 41 000      |

## Külső hivatkozások
- Archer William Leuty. footballzz.com. (Hozzáférés: 2012. november 7.)
- Archer William Leuty. scoreshelf.com. [2016. január 19-i dátummal az eredetiből archiválva]. (Hozzáférés: 2012. november 7.)
- Archer William Leuty. eu-football.info. (Hozzáférés: 2012. november 7.)